# Castello di Brescia
Il castello di Brescia (denominato il Falcone d'Italia) è una fortezza sorta a partire dall'epoca medievale e arroccata sul colle Cidneo, a ridosso del centro storico della città di Brescia.

## Storia

### Età romana
I primi insediamenti sul Cidneo risalgono all'età del bronzo, IX secolo a.C., ma la prima vera costruzione fu un piccolo tempio dedicato al dio celtico Bergimus. Il vero riorganizzamento del colle è da attribuire ai romani che alla fine del I secolo a.C. ne inserirono il perimetro all'interno delle mura cittadine. Sempre per opera dei Romani, nel I secolo d.C. fu eretto un tempio monumentale che doveva corrispondere quasi perfettamente alle dimensioni del mastio visconteo: ancora oggi si possono osservare le antiche murature di sostegno e le fondazioni della scalinata entro quest'area. Con il passare dei secoli e con l'avvento del cristianesimo, l'area del Cidneo assunse sempre più il ruolo di area sacra: viene costruito un martyrium paleocristiano, poi sostituito da una grande basilica, demolita nel XVIII secolo dopo lo scoppio di una polveriera, che l'aveva gravemente danneggiata. Della basilica rimane oggi solo una delle due torri di facciata, nota come torre Mirabella, probabilmente costruita a sua volta su una torre scalare di epoca romana.

### Età medievale

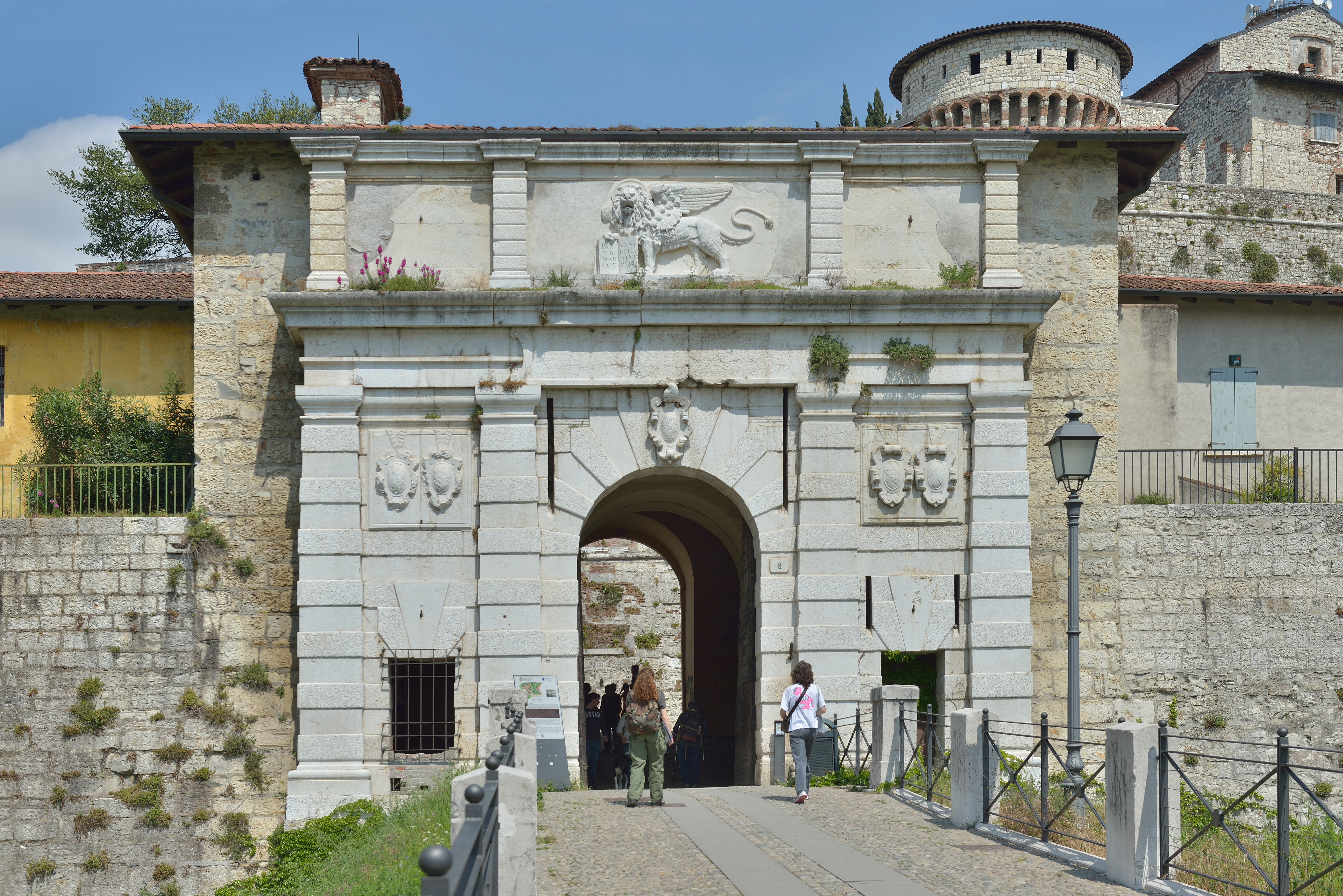
L'ingresso al castello di Brescia

Durante l'alto Medioevo le notizie riguardanti l'area si fanno sempre più rare, ma dall'anno mille in poi esse continuano ad aumentare, anche se non esistono informazioni esaurienti riguardo alle fortificazioni realizzate. Tra il 1237 ed il 1254 viene realizzato l'allargamento della cinta muraria che diede a Brescia l'aspetto che l'avrebbe caratterizzata fino alla fine del XIX secolo. In questo periodo l'area era costellata di mura di età romana e ricca di edifici religiosi, inoltre vi si svolgevano numerosi mercati e fiere. Durante la dominazione viscontea, vengono operati imponenti lavori di ristrutturazione delle difese cittadine: nel 1337 si ha la nascita della Cittadella Nova, una cinta muraria che partendo dal castello inglobava al suo interno gli edifici del potere ecclesiastico e civile della città, ovvero l'area del Broletto e dei Duomi, che al tempo erano il Duomo Vecchio e la paleocristiana basilica di San Pietro de Dom. L'unica testimonianza di questa ampia opera di ristrutturazione giunta fino ai giorni nostri è il Mastio, destinato a residenza del capitano della guarnigione con ambienti decorati con fasce policrome e motivi geometrici e floreali, solo in parte conservati.

La torre Mirabella

Nella stessa epoca, il mastio fu inoltre circondato da un sistema difensivo costituito da sei torri, passaggi coperti e forse ponti levatoi. Viene tracciata la strada del Soccorso, poi ampliata nel Cinquecento, via di fuga verso nord, spesso usata dagli avversari nei secoli successivi (vedi dopo).
Nel 1426 Brescia passò sotto il dominio della Repubblica di Venezia, che si preoccupò immediatamente di ristrutturare le fortificazioni cittadine duramente colpite durante la guerra contro i milanesi, sfociando nel 1466 in una completa revisione delle mura cittadine che furono abbassate e circondate con terrapieni e fossati. Il castello fu interessato solo marginalmente da queste modifiche e le uniche opere di sistemazione riguardarono le torri che vennero modificate passando da una pianta quadrata a una circolare: di queste è sopravvissuta solo una torre del perimetro settentrionale. Nel 1509 l'esercito francese sconfisse quello veneziano e si impossessò di Brescia e del suo castello. Durante il periodo di dominio d'oltralpe, vennero intrapresi nuovi lavori di ampliamento e rinforzo delle mura che però non furono mai completati; ne fece però le spese il monastero di San Martino che fu demolito per fare posto alle mura che sarebbero dovute sorgere al suo posto. Fu proprio in questo periodo che Brescia attraverso il suo periodo più buio, contesa tra i padroni francesi e i veneziani che cercavano di riconquistarla. La repubblica marinara riprese la città nel 1512, al prezzo di molti morti ed enormi sacrifici, con apice della tragedia il 19 febbraio, quando si ebbe il sacco della città da parte di soldati di quasi ogni parte politica, dai francesi (che utilizzarono la Strada del Soccorso per entrare nella fortezza) ai guasconi, dai tedeschi agli svizzeri, anche cremonesi e mantovani.

### Età moderna
Nella seconda metà del Cinquecento, con il ritorno dei veneziani e la stabilizzazione del governo, si procedette a ulteriori miglioramenti per colmare i difetti emersi durante la guerra, come l'ampliamento della Strada del Soccorso prima citato. Dopo accese discussioni sulla possibilità di creare una nuova cinta verso la fronte rivolta verso la città, anche a seguito delle tensioni con la Spagna che governava il ducato di Milano, nel 1588 fu approvato il progetto per realizzare le mura bastionata: vennero dunque realizzati i baluardi di san Pietro, san Marco, san Faustino e della Pusterla. La fortezza venne anche dotata di edifici per il deposito delle vettovaglie, (il Piccolo e il Grande Miglio), di forni, caserme, edifici religiosi, cisterne e polveriere. Per via dello spostamento della linea di conflitto con Milano sull'Adda e la conseguente concentrazione degli sforzi difensivi su Bergamo, termina in questo periodo la funzione strategica del castello, che la storia non vorrà mai più coinvolto in alcuna attività bellica, dando inizio a una lenta decadenza della struttura. Successivamente venne potenziato solamente il sistema di difesa con molte postazioni di fuoco, ma per un lungo tempo il castello non ricevette ammodernamenti di rilevante importanza.
Sotto il nuovo dominio francese il castello non subì migliorie e fu utilizzato come prigione e caserma: stessa sorte gli sarebbe toccata poco dopo sotto il dominio austriaco. Nonostante ciò, il Cidneo era ancora un ottimo punto di difesa e di attacco. Nel 1849 durante la rivolta cittadina delle Dieci giornate di Brescia la popolazione bresciana insorse contro la guarnigione austriaca a seguito del rifiuto del pagamento per il mancato sostegno all'Imperial Regio governo durante la prima guerra di indipendenza (a differenza di altre città, a Brescia non si ebbero precedenti sollevazioni plateali, piccoli disordini e richieste di guardie civiche, assembramenti e formazioni di gruppi di filo-indipendentisti guidati dallo Zanardelli ma nessuna rivolta e l'allontanamento delle truppe dalla città avvenne in maniera pacifica, ecco perché i bresciani non intendevano pagare). Parte della durata della sollevazione si deve al fatto che la guida mazziniana non riteneva vera la voce giunta dalla campagna che a Novara i piemontesi avessero perso spingendo i circa mille cittadini combattenti attivi a proseguire nella resistenza. I soldati si asserragliarono nella fortezza e bombardarono la città nell'attesa dei rinforzi in arrivo da Mantova. Dopo dieci giorni di combattimento la città fu riconquistata dalle truppe austro-ungariche, grazie all'appoggio portato dal generale Julius Jacob von Haynau, che penetrò nella fortezza servendosi della Via del Soccorso.

### Età contemporanea

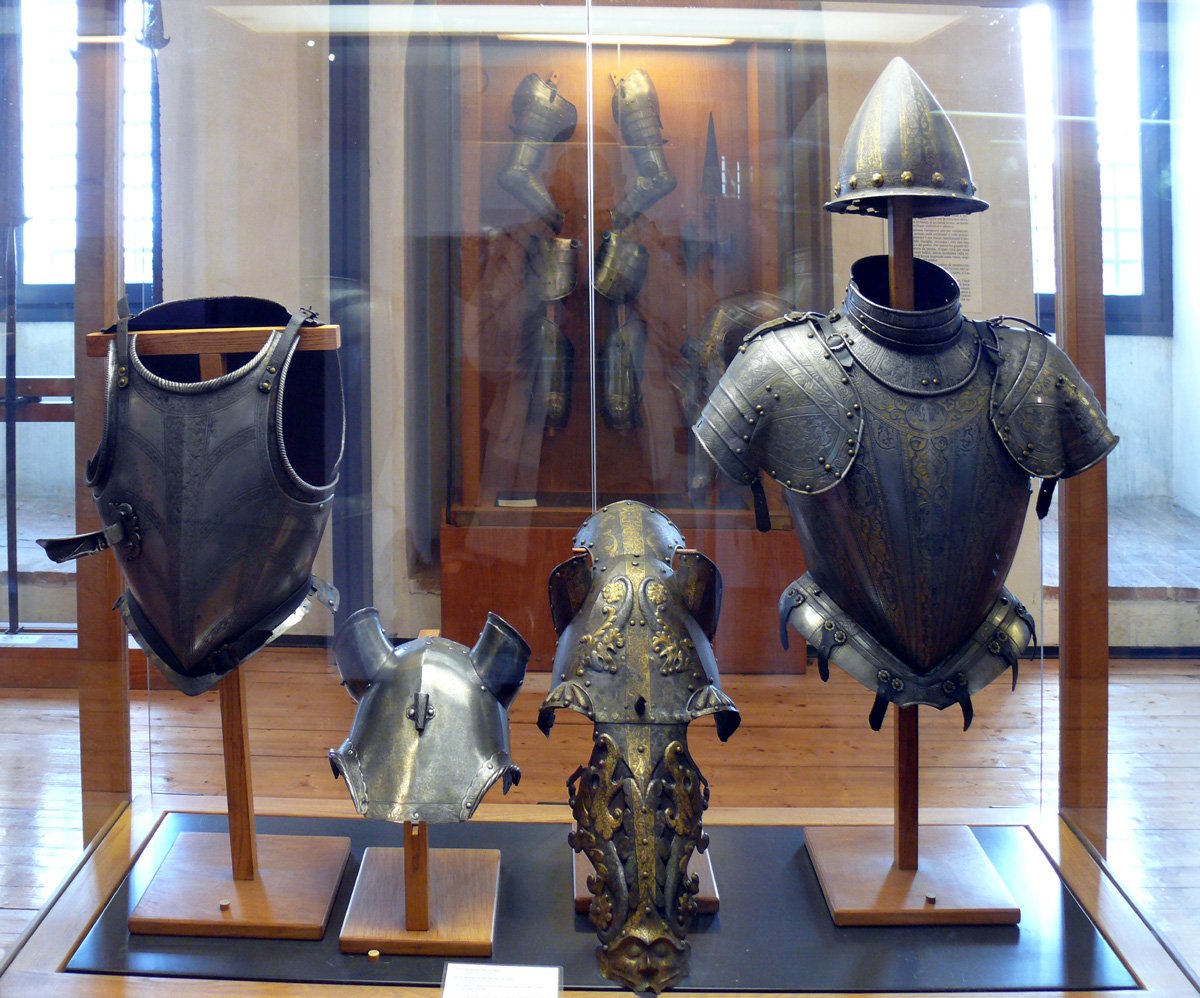
Una sala del museo delle armi

Dopo la seconda guerra d'indipendenza italiana, nel 1859, il castello bresciano tornò a essere utilizzato come semplice carcere militare. Poco tempo dopo il comune acquistò il colle e fu dato il via all'opera di restauro, che portò lentamente allo snaturamento militare della fortezza rendendola molto più simile al luogo che è oggi, ossia centro di svago e sede di eventi pubblici di Brescia. Nel 1904, per iniziativa di Dominatore Mainetti, presidente della Camera di Commercio di Brescia, e di Federico Bettoni Cazzago, sindaco della città, fu organizzata al suo interno l'Esposizione Industriale Bresciana, evento economico di altissimo rilievo, inaugurata personalmente dal Re Vittorio Emanuele III. Per l'occasione si organizzarono importanti spettacoli folcloristici e diverse gare sportive e vennero realizzati alcuni padiglioni provvisori per ospitare l'esposizione. Il castello fu bardato con un interessante rivestimento provvisorio in stile Liberty, sotto la direzione dell'ingegnere Egidio Dabbeni, e fu collegato a corso Zanardelli tramite una tramvia elettrica.
Nell'agosto 1909 fu sede di un'altra esposizione, dedicata all'energia elettrica, e organizzata dall'ASM Brescia che poche settimane prima aveva ottenuto l'affidamento della produzione e della distribuzione della corrente in città.
Dopo quest'ultima esposizione, il castello fu recuperato come area pubblica per iniziativa della Giunta del sindaco Girolamo Orefici. Divenne sede del Museo del Risorgimento locale, ospitato nelle sale del Grande Miglio, e del Museo di scienze naturali al quale fu presto annesso il giardino zoologico. L'area al di fuori dei bastioni divenne un parco urbano.
Oggi il castello ospita il Museo del Risorgimento, il Museo delle armi Luigi Marzoli, contenente armature e armi del periodo medievale, la Specola Cidnea e due ampi plastici ferroviari.
È possibile visitare gli ambienti interni e nascosti della fortezza grazie a visite guidate dalla Associazione speleologica bresciana, che per anni ha condotto esplorazioni di passaggi e condotti, riportando alla luce percorsi ormai dimenticati.
Il 25 novembre 2023 al castello di Brescia è stato apposto lo scudo blu, simbolo internazionale di protezione dei beni culturali dai rischi dei conflitti armati, previsto dalla convenzione dell'Aja del 1954.

## Struttura, edifici e monumenti
Per chiunque giunga a Brescia, da qualsiasi direzione, è l'imponente massa pietrosa del Castello a segnare il profilo panoramico della città. Il complesso di fortificazioni, occupando un'area di circa 300x250 metri, è uno dei più grandi d'Italia, e ricopre completamente il colle Cidneo. Non avendo mai avuto specifica funzione come castello feudale, né tanto meno residenza signorile, si nota subito come la rocca, ben inserita nel contesto cittadino, sia più ricca di edifici di culto e di carattere militare piuttosto che di strutture residenziali e direzionali nel senso stretto del termine.
Al castello si accede tramite un imponente portale monumentale cinquecentesco, attribuito a Giulio Savorgnan e realizzato su ispirazione delle forme di architettura militare di Michele Sanmicheli, ornato da un grande Leone di San Marco e dagli stemmi dei rettori veneti. Ai lati si possono ammirare i bastioni di San Faustino (a sinistra) e di San Marco (a destra). Varcato l'ingresso, seguendo il percorso a destra si raggiunge il bastione di San Pietro, incontrando anche un pozzo cinquecentesco al quale sono stati apposti, nel 1890, due leoni in pietra dello scultore Domenico Ghidoni. Seguendo il percorso di sinistra, invece, si nota prima il campanile dell'ex-santuario di Santo Stefano Nuovo, quindi si costeggia la palazzina Haynau, così chiamata poiché da qui, nel 1849, il maresciallo asburgico Julius Jacob von Haynau diresse le operazioni militari contro l'insurrezione bresciana. Sul vasto piazzale sopra il bastione di San Faustino è posta una caratteristica locomotiva a vapore, uno dei simboli del Castello, che all'inizio del Novecento svolgeva il tragitto Brescia-Edolo. Sulla destra, presso la lunga palazzina degli ufficiali, si ha l'imboccatura della strada del Soccorso. Oltre si incontrano gli edifici del Piccolo Miglio, oggi sede espositiva, e del Grande Miglio, dove è ospitato il Museo del Risorgimento. È qui anche l'ingresso al passaggio coperto che porta alla quattrocentesca torre Coltrina.
Salita la rampa si giunge alla cinta trecentesca con ingresso dotato di doppio ponte levatoio: sulla destra si eleva la torre dei Prigionieri. Procedendo a sinistra si costeggia il mastio, dentro la cui parete si possono ancora oggi notare tracce di merlatura ghibellina. Si giunge infine ai giardini settentrionali, con a sinistra la sommità della torre Coltrina, al centro la fossa dei Martiri (dove nel 1945 furono fucilati alcuni esponenti della Resistenza) e, a destra, la torre dei Francesi. Dal ponte levatoio trecentesco, altrimenti, si può raggiungere la sommità della rocca con il piazzale della Torre Mirabella, dove si ha anche l'accesso al mastio che ospita il Museo delle Armi Luigi Marzoli. All'interno, inoltre, sono visibili i resti delle fondamenta del tempio romano.

## Reggenti e custodi

### XVII secolo
- Lucrezio Gravisi

## Galleria d'immagini

La torre dei prigionieri
L'ingresso monumentale al castello
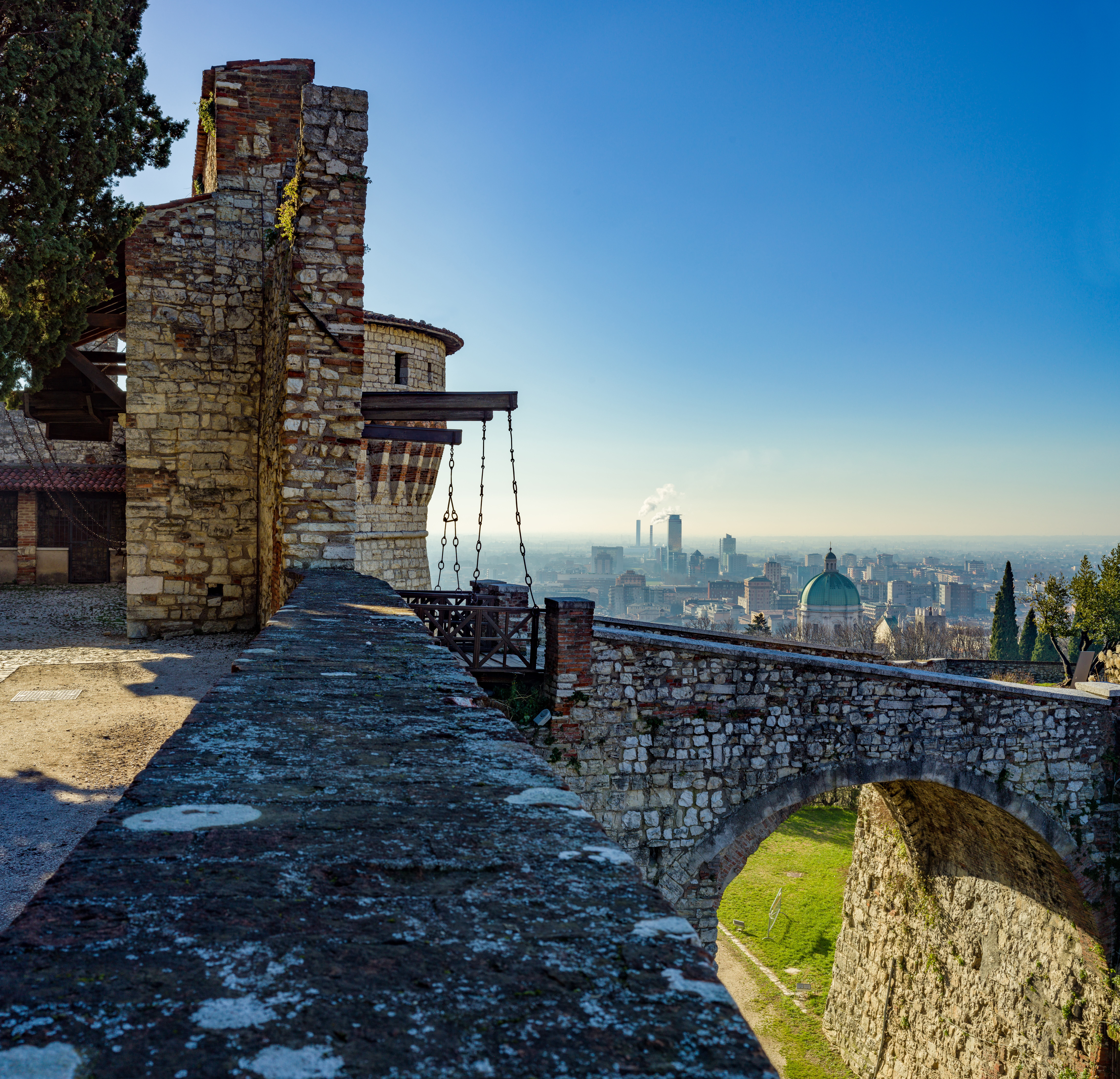
Il secondo ingresso al castello, dal ponte levatoio, con uno scorcio di Brescia in secondo piano
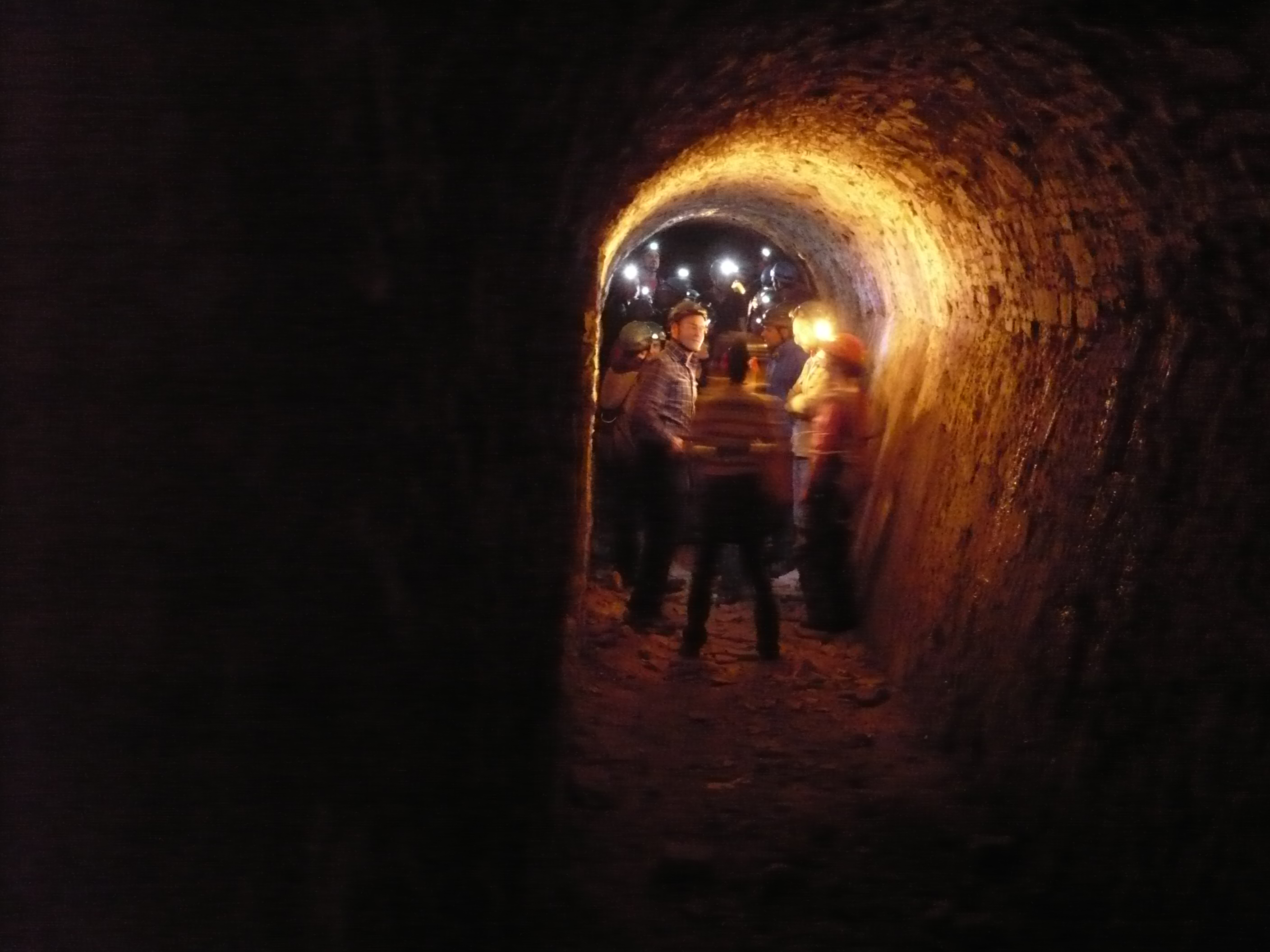
Visita ai sotterranei
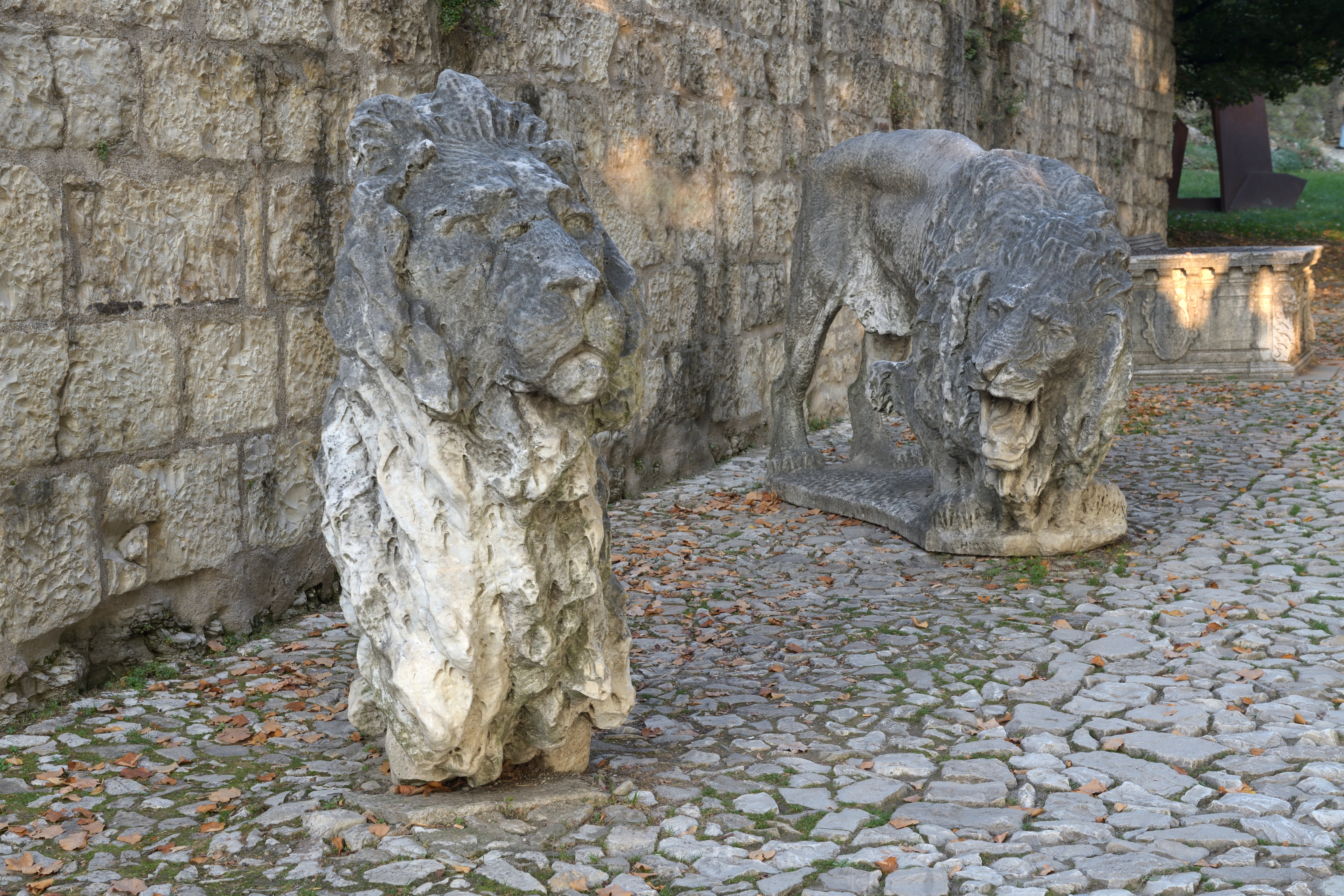
Due leoni in pietra di Domenico Ghidoni
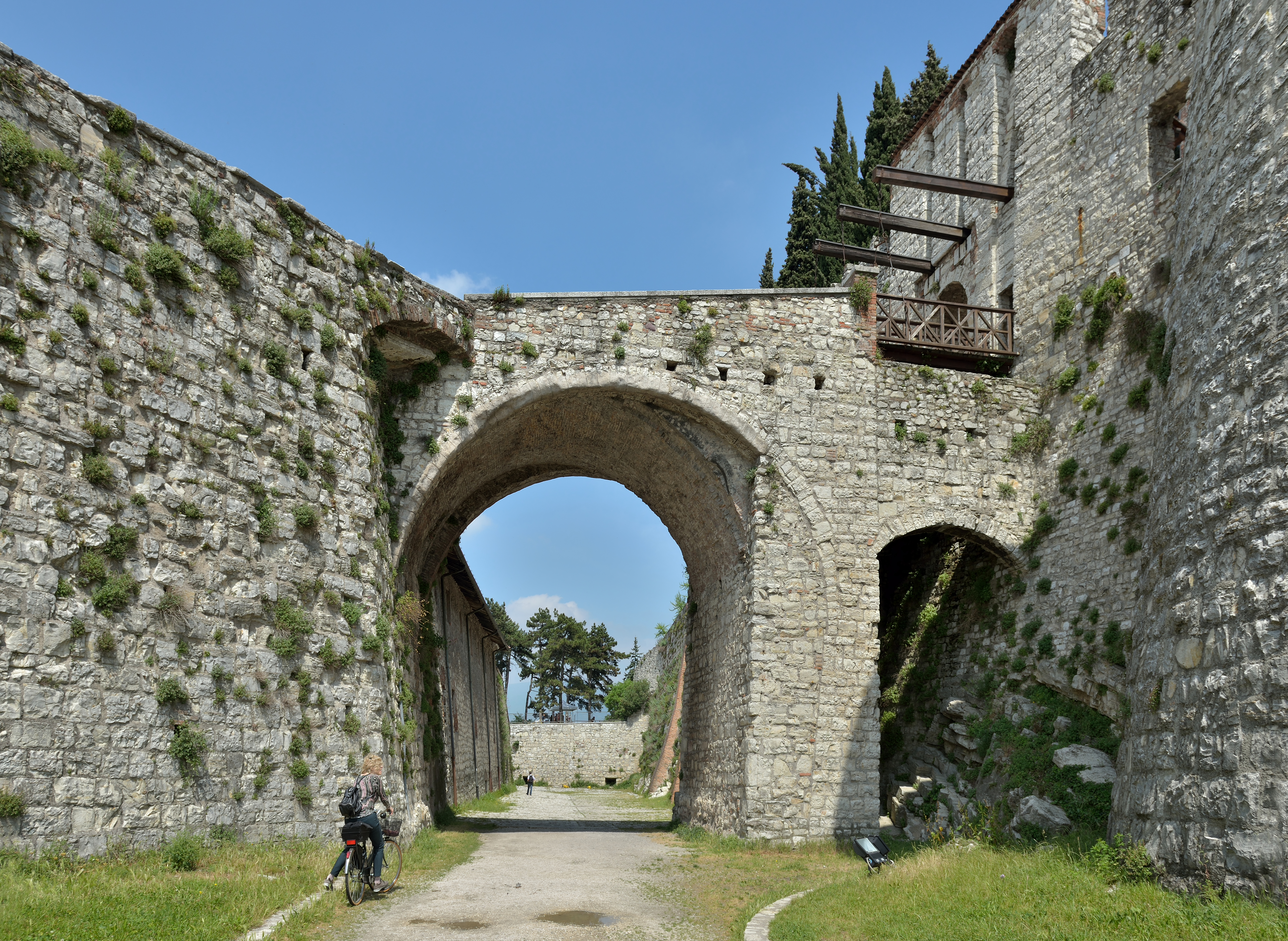
La cinta viscontea del castello
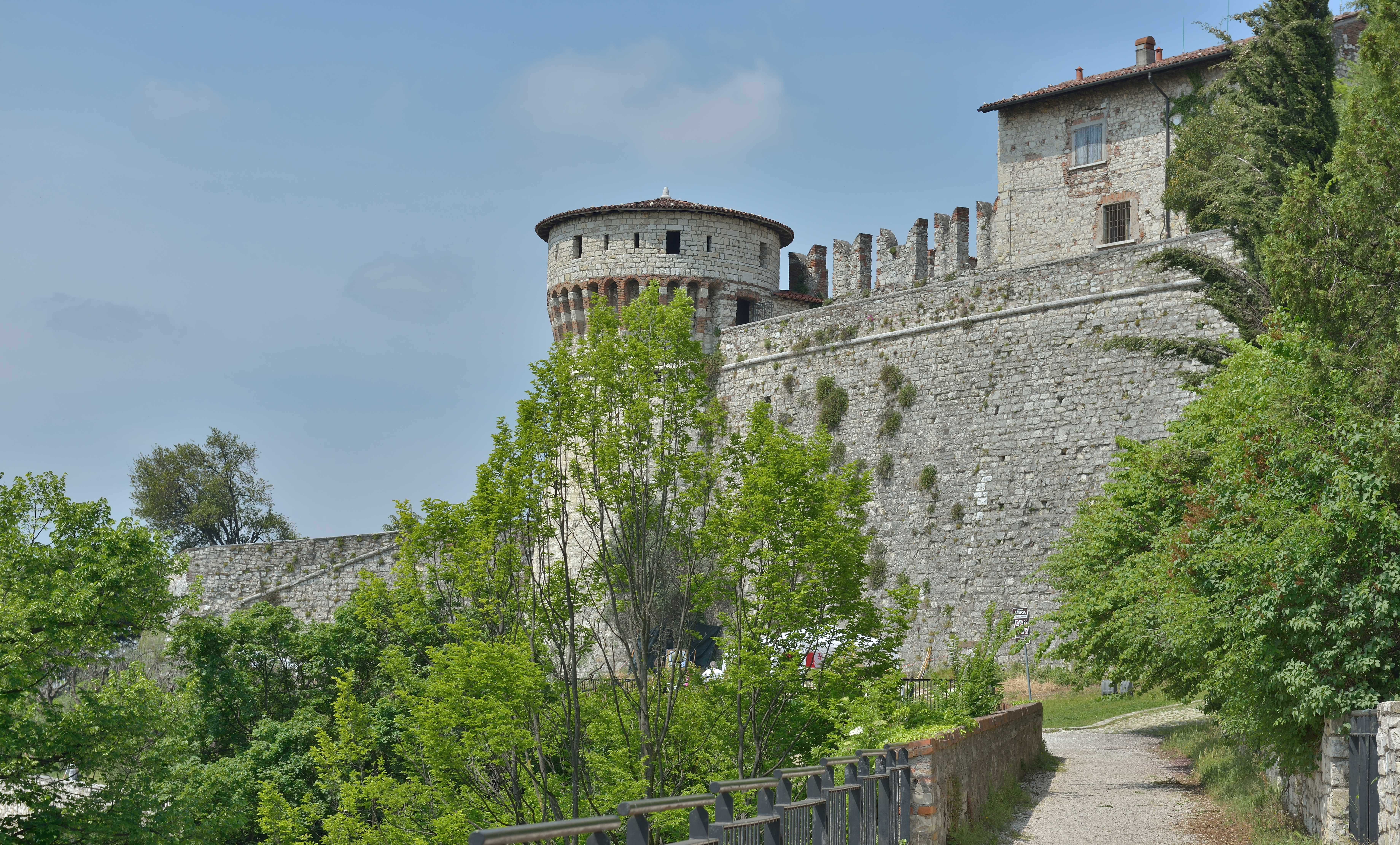
Uno scorcio con una visione d'insieme della torre dei prigionieri e le merlature, di gusto medievale, delle mura
La torre dei francesi
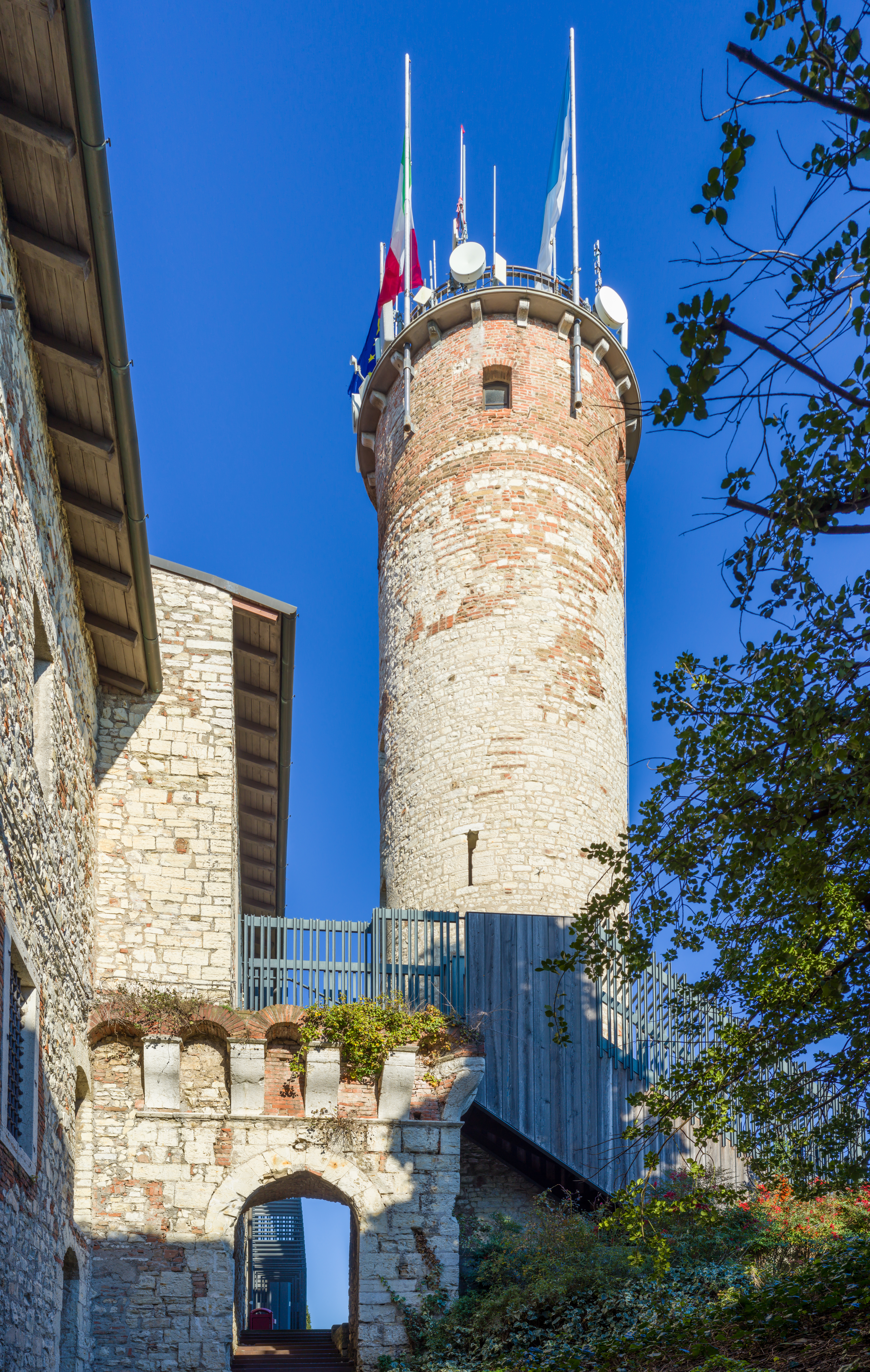
La torre Mirabella
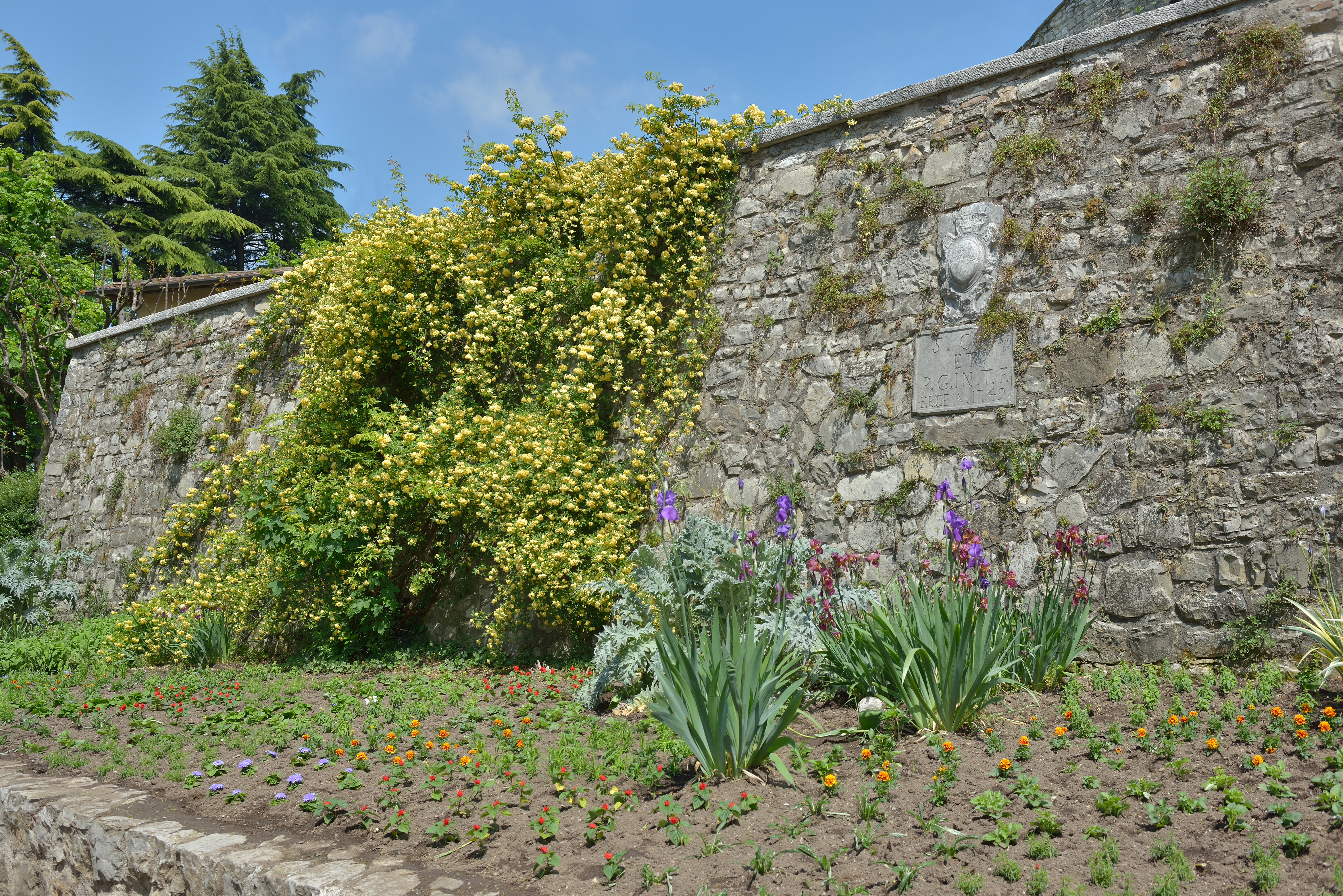
Una parte delle cinta difensive della struttura
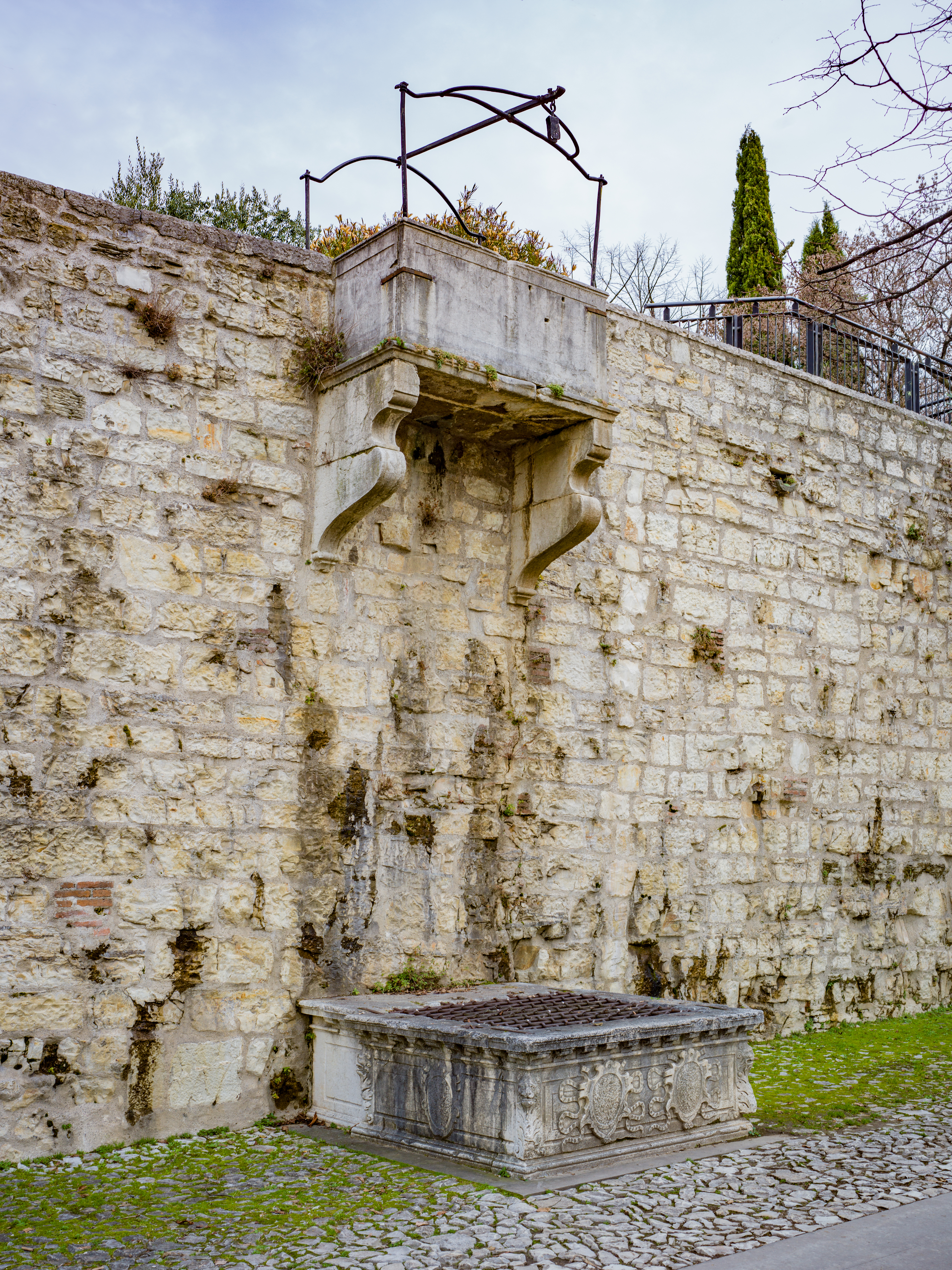
Pozzo/vasca
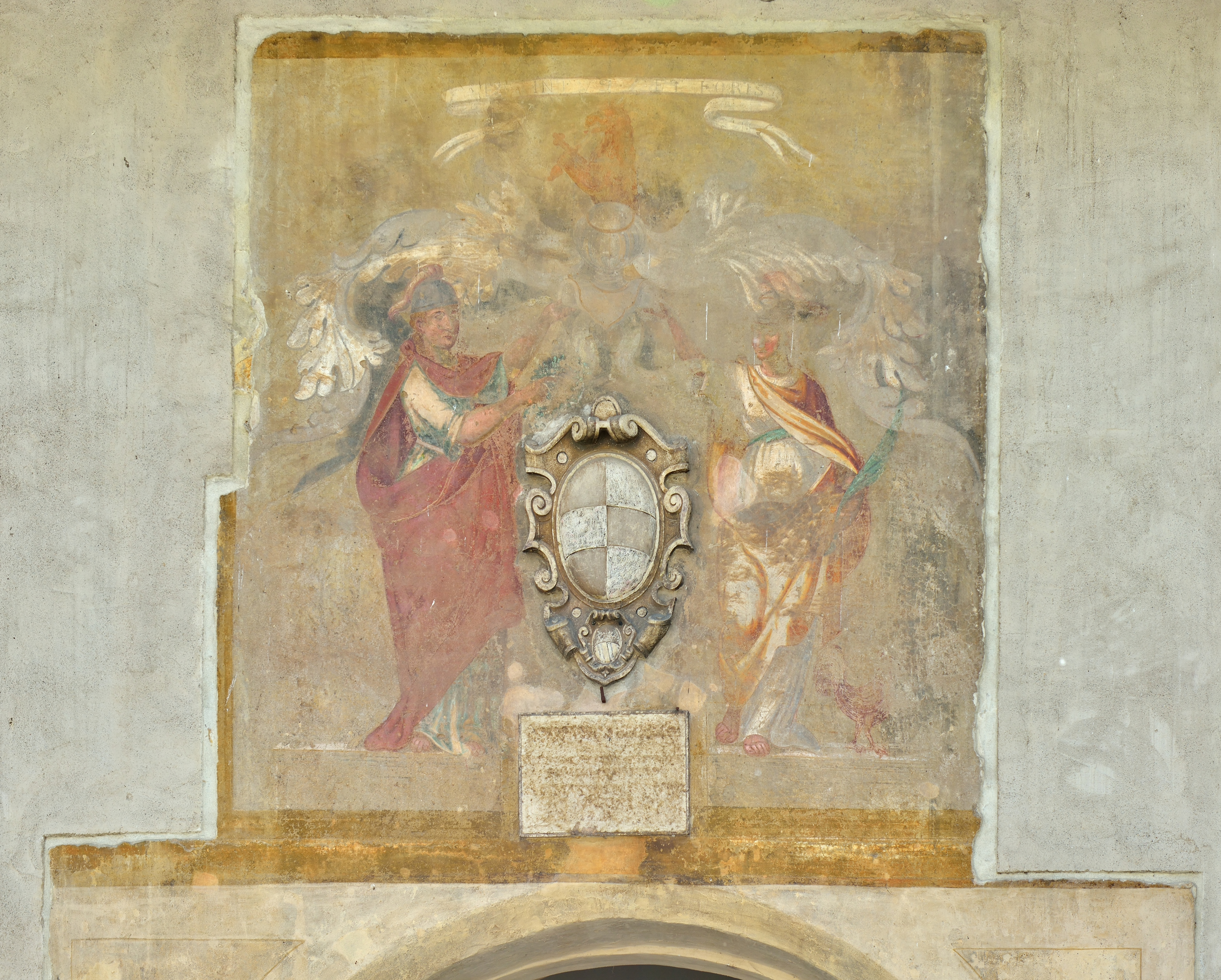
Un affresco e uno stemma marmoreo, entrambi del tardo '500, posti sulle fortificazioni del castello
Vista d'insieme sul vigneto Pusterla dalle mura del castello
Il vigneto Pusterla, visto questa volta dal basso, con in secondo piano le mura e le torri del castello
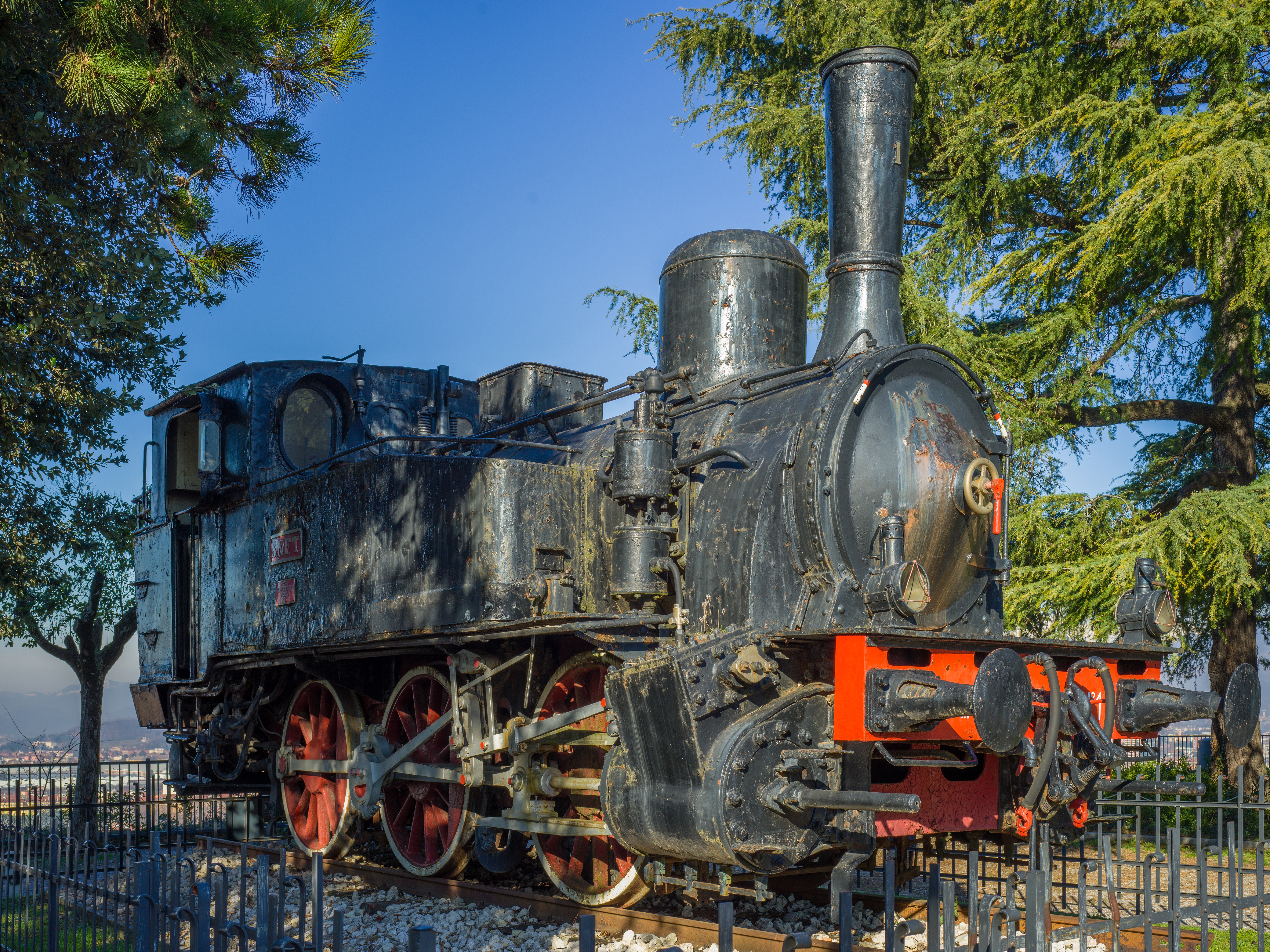
Locomotiva a vapore sul bastione di San Faustino
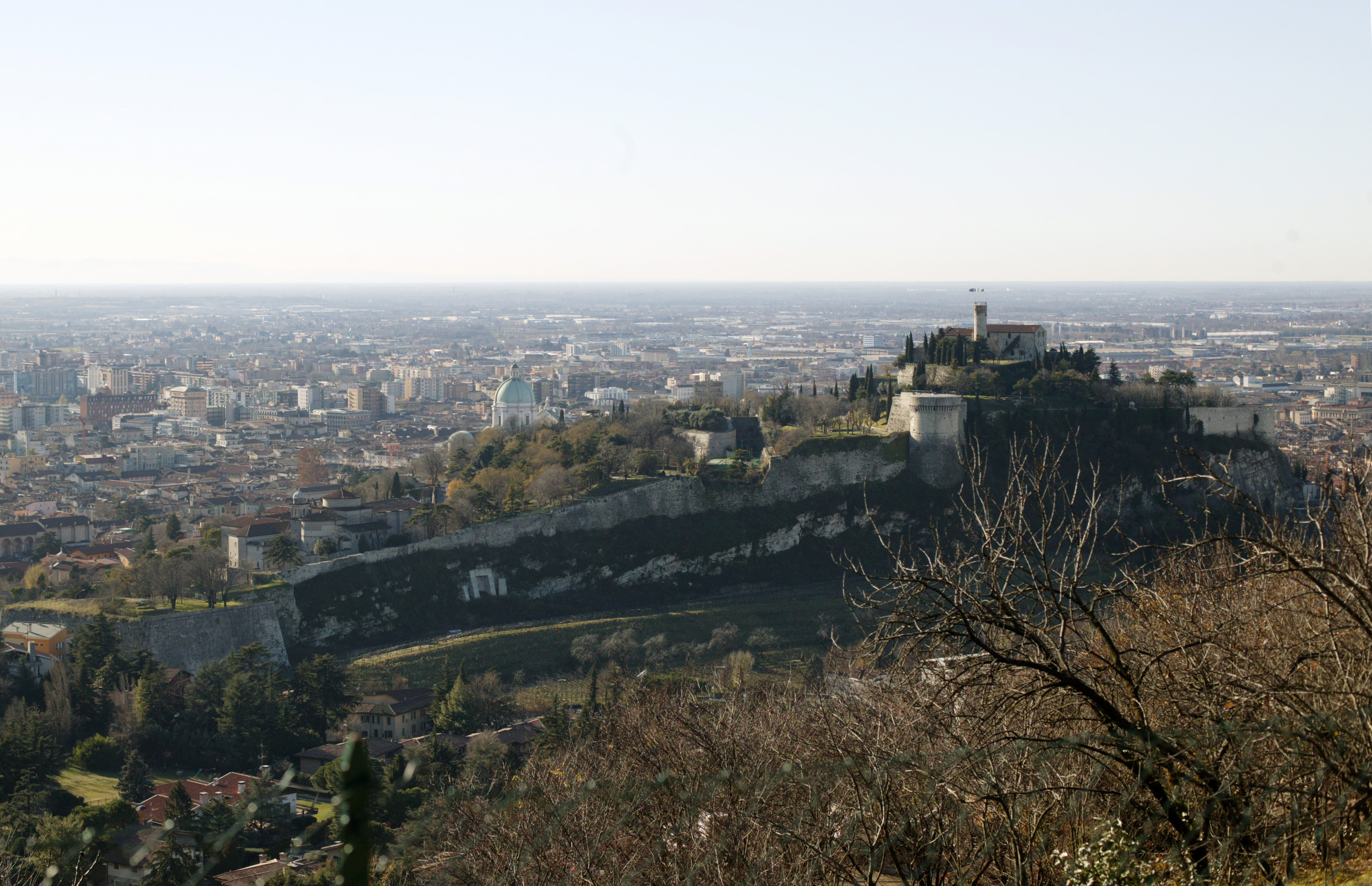
Veduta dal monte Maddalena